# Ruhrthaler Maschinenfabrik

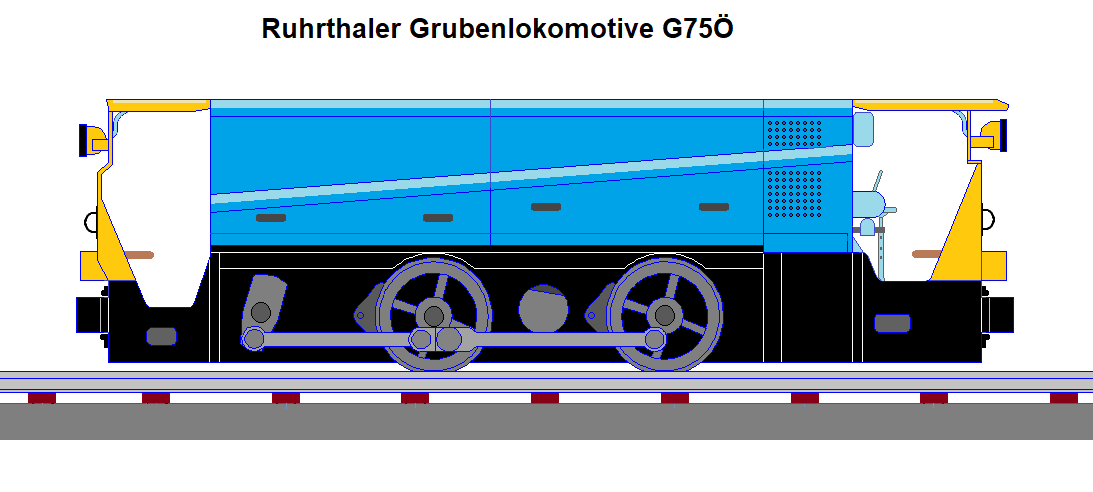
Diesel-Grubenlokomotive G75Ö der Ruhrthaler Maschinenfabrik, Spurweite 600 mm, LüP: 5,80 m, Höhe: 1,68 m, Baujahr 1954, Dienstgewicht 11 t, Geschwindigkeit 14,4 km/h

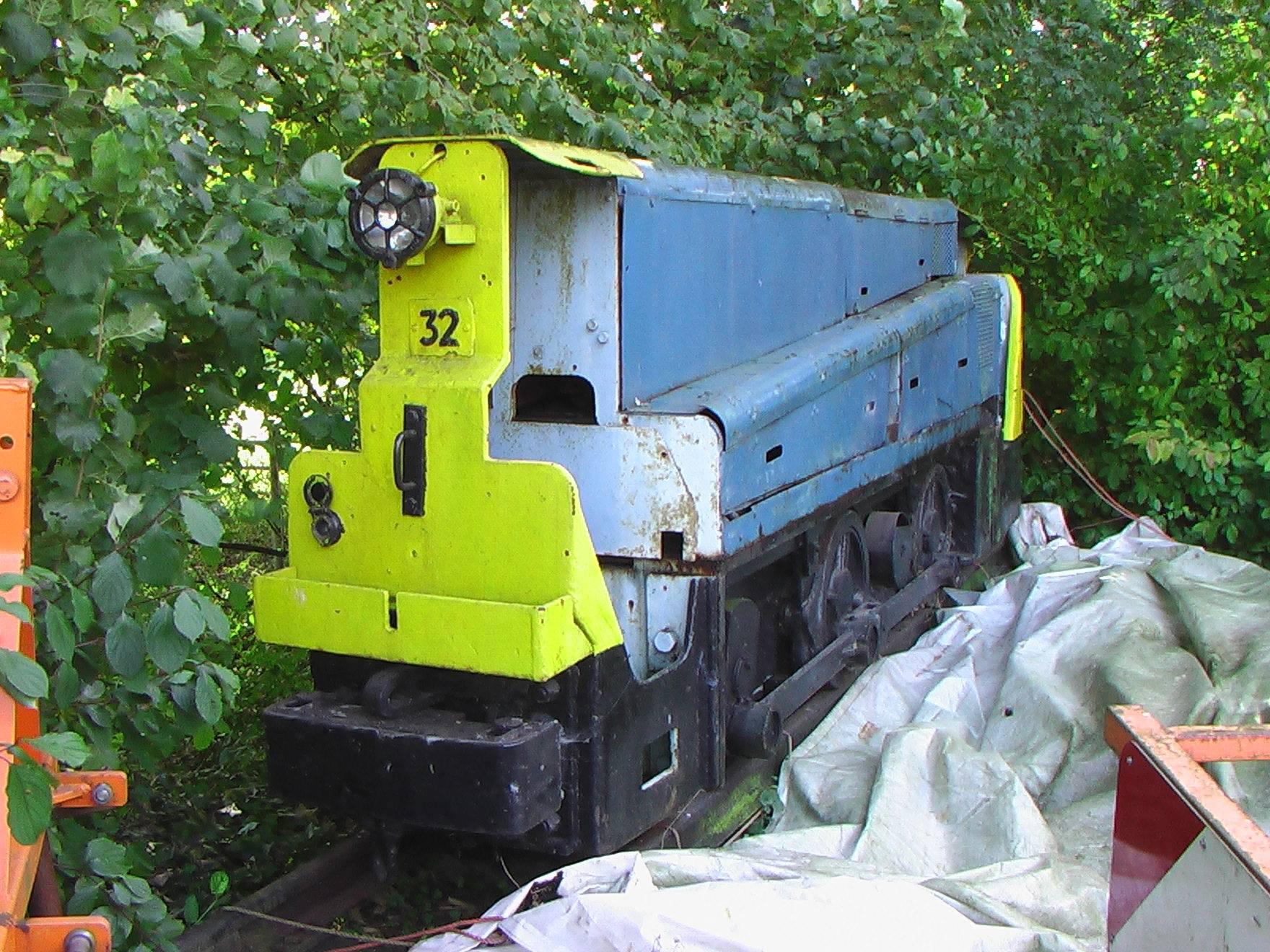
Ausrangierte Grubenlokomotive G75Ö

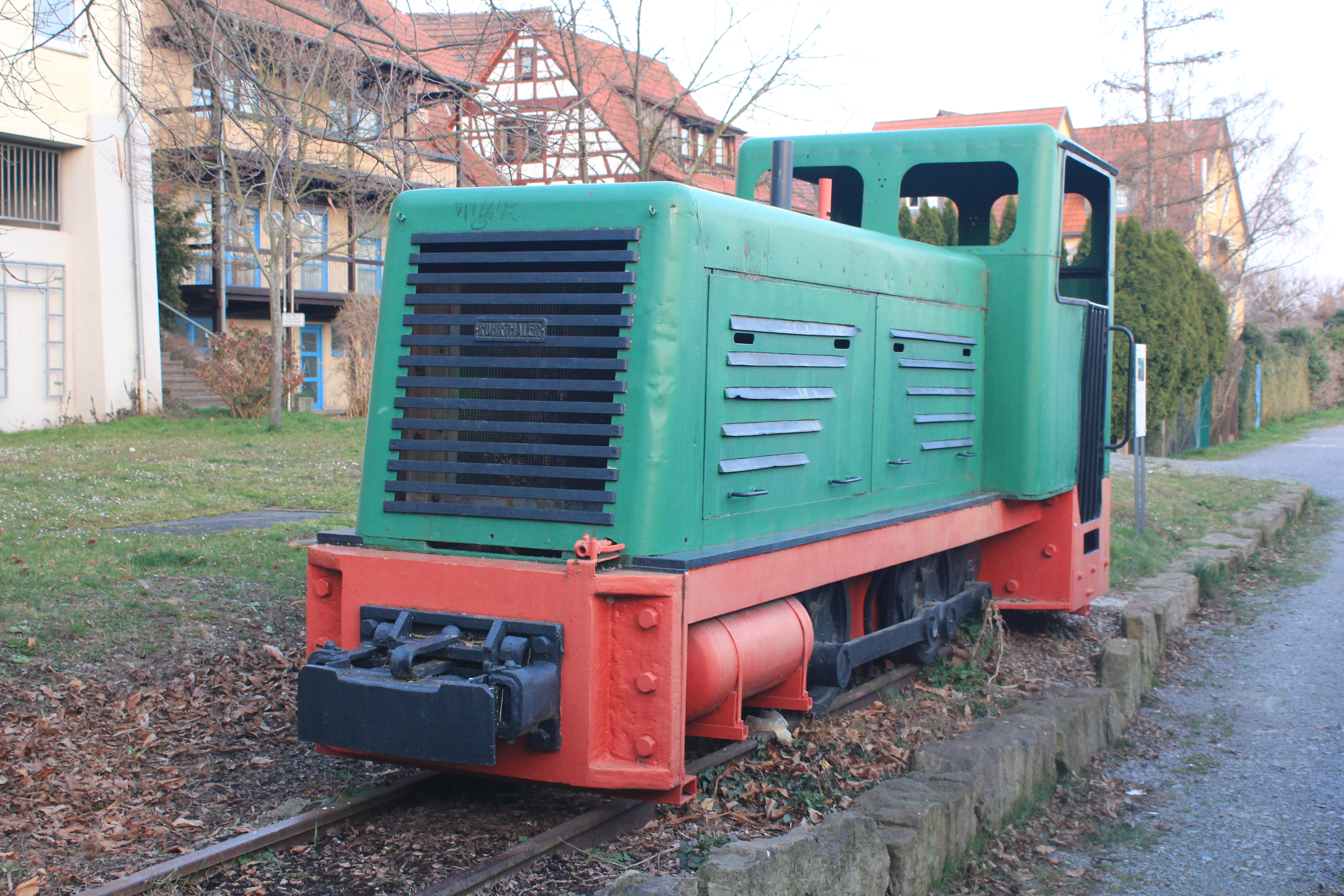
Diesellok Ruhrthaler V Typ D120Ö

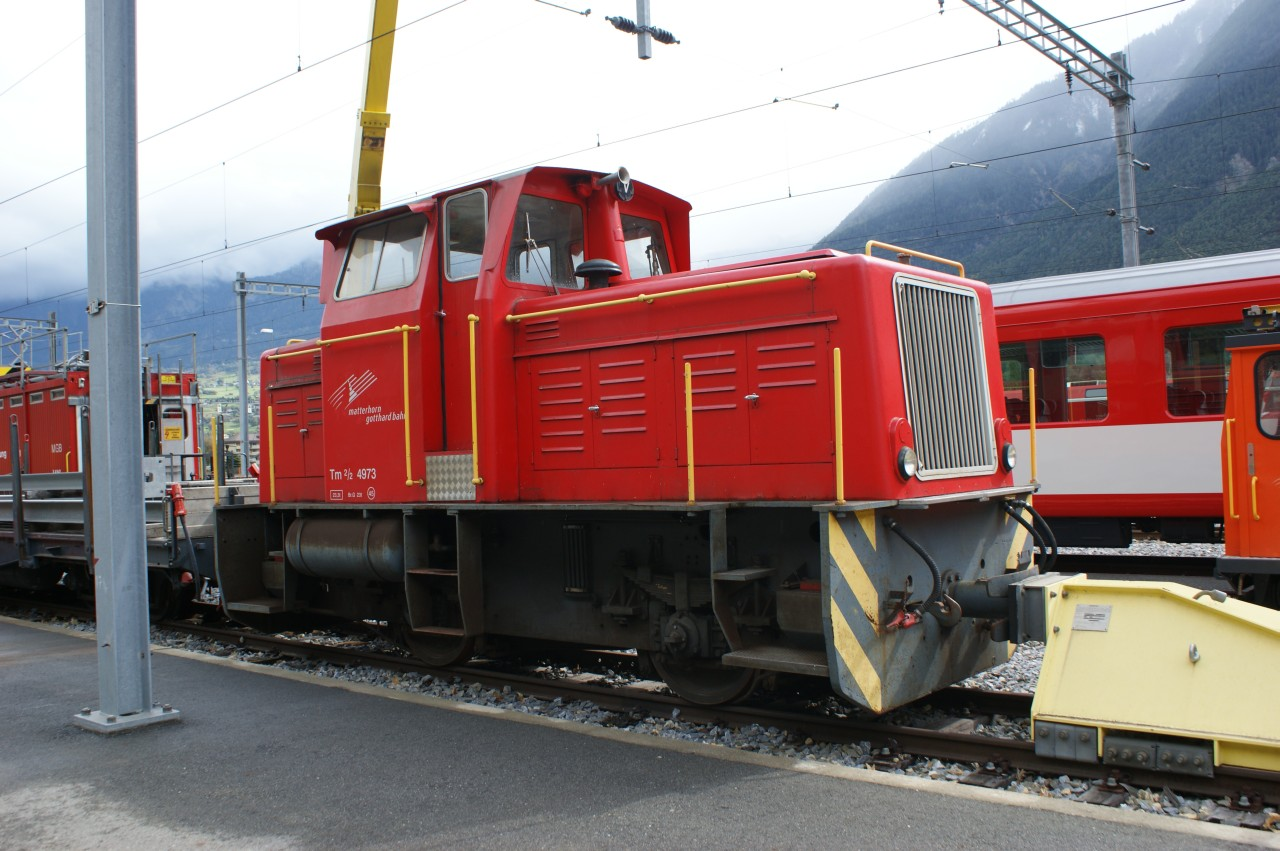
MGB-Tm4973 im Oktober 2008, Glisergrund

Die Ruhrthaler Maschinenfabrik war ein deutsches Schwerindustrie-Unternehmen mit Sitz in Mülheim an der Ruhr. 1899 gründete Heinrich Schwarz das Unternehmen als Maschinenfabrik H. Schwarz & Co. GmbH. Die Firma etablierte sich vorwiegend als Bergbauzulieferer. Eine der prägendsten Personen der Maschinenfabrik war Erich Hermann Bachem mit seinen fortschrittlichen Entwürfen. Von 1952 bis 1960 leitete er die Firma als technischer Direktor.

## Lieferprogramm
Das Angebot umfasste Grubenlokomotiven, Dieselkatzen (Einschienenhängelokomotiven), Feldbahnlokomotiven, Drucklufthämmer, Schrämmaschinen, und Kompressoren. Für Normalspurgleise waren Rangierlokomotiven mit einer Leistung bis 240 PS im Programm. Zeitweise wurden auch Hobelmaschinen zur Metallbearbeitung, Kühlmaschinen, Sauggasmotore, Traktoren und Straßenwalzen angeboten.
1933 wurde sogar der Prototyp eines Trainers für Jagdflieger gebaut. Beim Vorführungsflug kam Hanns Schwarz als Pilot, der Sohn des Teilinhabers, ums Leben. Danach wurden alle weiteren Tätigkeiten im Bereich der Luftfahrt eingestellt.
Hervorzuheben ist auch die schwerste Grubendiesellok der Deutsche Steinkohle (RAG). Bei der G 160 TRIO handelt es sich um eine dreiteilige Güterzuglokomotive, die auf Anregung des damaligen Maschinenbetriebsführers Dünnwald auf dem Steinkohlenbergwerk Niederberg entworfen wurde. Sie diente zum Rohkohletransport aus einem 9 km entfernten Abbaufeld zum Förderschacht. Mit einer Länge von 18 m und einem Reibungsgewicht von 54 t ermöglichte sie, einen 558-t-Zug innerhalb des erlaubten Bremswegs abzubremsen.

## Niedergang
1992 drohte dem Unternehmen als Folge des zur Neige gehenden deutschen Bergbaus das wirtschaftliche Aus. Nach Eröffnung des Konkursverfahrens übernahm ein neuer Besitzer das Unternehmen unter dem Namen „Ruhrthaler Betriebs-GmbH & Co. KG“.
1996 wurde die Firma durch den Moerser Unternehmer Bräutigam übernommen. Der Lokomotivbau wurde ab 1998 nach Moers verlegt. Die Lokomotiven firmierten seitdem unter der Bezeichnung „Bräutigam Ruhrthaler Transporttechnik GmbH“. Neben Ruhrthaler übernahm Bräutigam 1998 mit der Maschinenfabrik Bedia einen weiteren Hersteller von Grubenlokomotiven. 
2020 wurde die Bräutigam Getriebe- und Transporttechnik GmbH wegen Insolvenz aufgelöst.